# 561 Ingwelde
Ingwelde (asteroide 561) é um asteroide da cintura principal com um diâmetro de 24,5 quilómetros, a 2,817762 UA. Possui uma excentricidade de 0,1135927 e um período orbital de 2 070,13 dias (5,67 anos).
Ingwelde tem uma velocidade orbital média de 16,70541459 km/s e uma inclinação de 1,52722º.
Este asteroide foi descoberto em 26 de Março de 1905 por Max Wolf.